# Chhutmalpur
Chhutmalpur is een census town in het district Saharanpur van de Indiase staat Uttar Pradesh.

## Demografie
Volgens de Indiase volkstelling van 2001 wonen er 10.300 mensen in Chhutmalpur, waarvan 53% mannelijk en 47% vrouwelijk is. De plaats heeft een alfabetiseringsgraad van 66%.